# Juninho Potiguar
Jarlesson Inácio Júnior, meglio noto come Juninho Potiguar (Natal, 22 febbraio 1990), è un calciatore brasiliano, attaccante del Real Noroeste.

## Carriera
Ha giocato 36 partite nella Serie B brasiliana e 33 partite nella massima serie moldava con lo Sheriff Tiraspol, con cui ha anche giocato 3 partite nei preliminari di Champions League, 2 partite nei preliminari di Europa League e 2 partite nella fase a gironi di Europa League. Successivamente dopo una breve parentesi da 11 presenze senza reti nella prima divisione degli Emirati Arabi Uniti torna a giocare in patria, al Fortaleza.

## Palmarès

### Club

#### Competizioni nazionali
- Campionato moldavo: 2

Sheriff Tiraspol: 2013-2014, 2015-2016
- Coppa di Moldavia: 1

Sheriff Tiraspol: 2014-2015
- Supercoppa di Moldavia: 2

Sheriff Tiraspol: 2014, 2015